# Josip Šarac
Josip Šarac (født 24. februar 1998 i Ljubuški, Bosnien-Hercegovina) er en kroatisk håndboldspiller som spiller for RK Celje og Kroatiens herrehåndboldlandshold.
Han deltog under EM i håndbold 2020 i Sverige/Østrig/Norge.